# Giovanni Domenico Mansi
Gian (Giovanni) Domenico Mansi (16 de fevereiro de 1692 - 27 de setembro de 1769) foi um teólogo italiano, um estudioso e um historiador, conhecido por sua massiva produção sobre os concílios ecumênicos.

## Biografia
Nascido em Lucca, de família patrícia, faleceu como arcebispo daquela cidade. Aos dezesseis anos, ingressou na Congregação dos Clérigos Regulares da Mãe de Deus e fez sua profissão em 1710. Com exceção de algumas viagens para fins de estudo, toda a sua vida, até sua nomeação como Arcebispo de Lucca (1765), foi passada em sua casa religiosa.
Em 1758, após uma estadia em Roma, onde foi recebido pelo Cardeal Passionei, surgiu a questão de elevá-lo ao Sacro Colégio, mas sua colaboração em uma edição anotada da famosa Encyclopédie desagradou Clemente XIII. Deve-se notar que as notas dessa edição visavam corrigir o texto. Três anos após sua elevação ao episcopado, ele foi acometido por um ataque de apoplexia que o deixou sofrendo, privado da capacidade de se mover, até sua morte.

## Produção literária
Sua longa carreira foi preenchida principalmente com a reedição de obras eclesiásticas eruditas com notas e material complementar. Seu nome aparece no folha de rosto de noventa volumes e numerosos quartos. Um incansável, muito erudito e amplamente treinando, sua produção foi principalmente de ordem mecânica e pouco original principalmente por conta da pressa. Sua tarefa geralmente se limitava a inserir notas e documentos nas obras para que fossem reproduzidos e enviar o resultado para o impressor. Esta abordagem deixou margem para inúmeros problemas e as publicações de Mansi em geral não satisfazem o julgamento mais crítico.
A única obra que merece ser mencionada e que é do próprio Mansi é a "Tractatus de casibus et censuris reservatis", publicada em 1724, que trouxe-lhe dificuldades com o Index. Todo o resto é composto por edições anotadas. Em 1726, o "Jo. Burch. Menckenii De Charlataneria eruditorum declamationes duae cum notis variorum"; de 1725 até 1738, uma tradução latina anotada das três obras de Dom Calmet — o "Dictionnaire de la Bible", "Prolégomènes et Dissertations" e "Commentaire littéral". 
Contudo, a mais conhecida produção de Mansi é sua vasta edição sobre os concílios, "Sacrorum Conciliorum nova et amplissima collectio" (31 volumes, folio, Florença e Veneza, 1758-98), que foi interrompida por falta de recursos no meio do Concílio de Florença de 1438. A ausência de um índice a torna muito inconveniente e, do ponto de vista crítico, deixa muito a desejar. Mansi pode ver apenas quatorze volumes publicados em vida, sendo os demais publicados a partir de suas anotações. 
Em 1748, ele publicou o primeiro volume de uma coleção que era apresentada como um suplemento à de Coleti, sendo o sexto - e último - volume publicado em 1752. A coleção foi reeditada por H. Welter entre 1901 e 1927, em Paris, e foi digitalizada pela Biblioteca de Direito da Universidade de Michigan.